# Gagrellula lomanii
Gagrellula lomanii is een hooiwagen uit de familie Sclerosomatidae.